# Kasper Klostergaard
Kasper Klostergaard Larsen (Horsens, 22 mei 1983) is een Deens voormalig professioneel wielrenner. Hij reed voor onder meer Team CSC, waarvoor hij zes seizoenen zou rijden en onder meer de Ronde van Italië en Ronde van Spanje reed. Zijn beste prestatie was een derde plaats in Parijs-Tours in 2011.

## Belangrijkste overwinningen
2004
2e etappe Ronde van Berlijn
2005
10e etappe Internationale Wielerweek
2006
1e etappe deel B Internationale wielerweek (ploegentijdrit)
2014
Fyen Rundt

## Resultaten in voornaamste wedstrijden
| Jaar | Ronde van Italië | Ronde van Frankrijk | Ronde van Spanje |
| ---- | ---------------- | ------------------- | ---------------- |
| 2006 |                  |                     |                  |
| 2007 |                  |                     |                  |
| 2008 |                  |                     |                  |
| 2009 | 147e             |                     |                  |
| 2010 |                  |                     | 138e             |
| 2011 | 152e             |                     |                  |
| 2012 |                  |                     |                  |

| Jaar | Milaan-San Remo | Gent-Wevelgem | Ronde van Vlaanderen | Parijs-Roubaix | Parijs-Tours |
| ---- | --------------- | ------------- | -------------------- | -------------- | ------------ |
| 2006 |                 |               |                      |                | 60e          |
| 2007 |                 |               | opgave               | 64e            |              |
| 2008 |                 | 84e           |                      | opgave         | 48e          |
| 2009 | 161e            | 72e           | 110e                 | 48e            |              |
| 2010 |                 |               | 92e                  | buit.tijd      | 122e         |
| 2011 | 156e            | 159e          | 127e                 | 58e            | ↑            |
| 2012 |                 | 133e          | opgave               | 35e            |              |

## Ploegen
- 2002 –  Glud & Marstrand (vanaf 01-03)
- 2003 –  Glud & Marstrand
- 2004 –  Glud & Marstrand Horsens
- 2005 –  Glud & Marstrand Horsens (tot 31-07)
- 2005 –  Team CSC (stagiair, vanaf 01-08)
- 2006 –  Team CSC
- 2007 –  Team CSC
- 2008 –  Team CSC
- 2009 –  Team Saxo Bank
- 2010 –  Team Saxo Bank
- 2011 –  Saxo Bank-Sungard
- 2012 –  Saxo Bank-Tinkoff Bank
- 2013 –  Concordia Forsikring-Riwal
- 2014 –  Riwal Cycling Team
- 2015 –  Riwal Platform Cycling Team